# دهستان آباده طشک
دهستان‌آباده طشک نام دهستانی در بخش مرکزی شهرستان بختگان، استان فارس در ایران است. براساس سرشماری مرکز آمار ایران در سال ۱۳۸۵، جمعیت آن ۴۷۳۳ نفر (۱۲۲۷ خانوار) بوده‌است.